# رئوس مطالب ایالات متحده آمریکا
|                          |  |                                            |  |       |
| پرچم ایالات متحده آمریکا |  | نشان بزرگ ایالات متحده آمریکا (روی اسکناس) |  | (پشت) |

فهرست مطالب به شرح زیر به عنوان یک راهنمای کلی و موضعی ایالات متحده آمریکا ارائه شده‌است:

## مرجع عمومی
- تلفظ: ‎i‎/jʊˌnaɪ.tɪd ˈsteɪts/‎
- کوته‌نوشت USA یا US

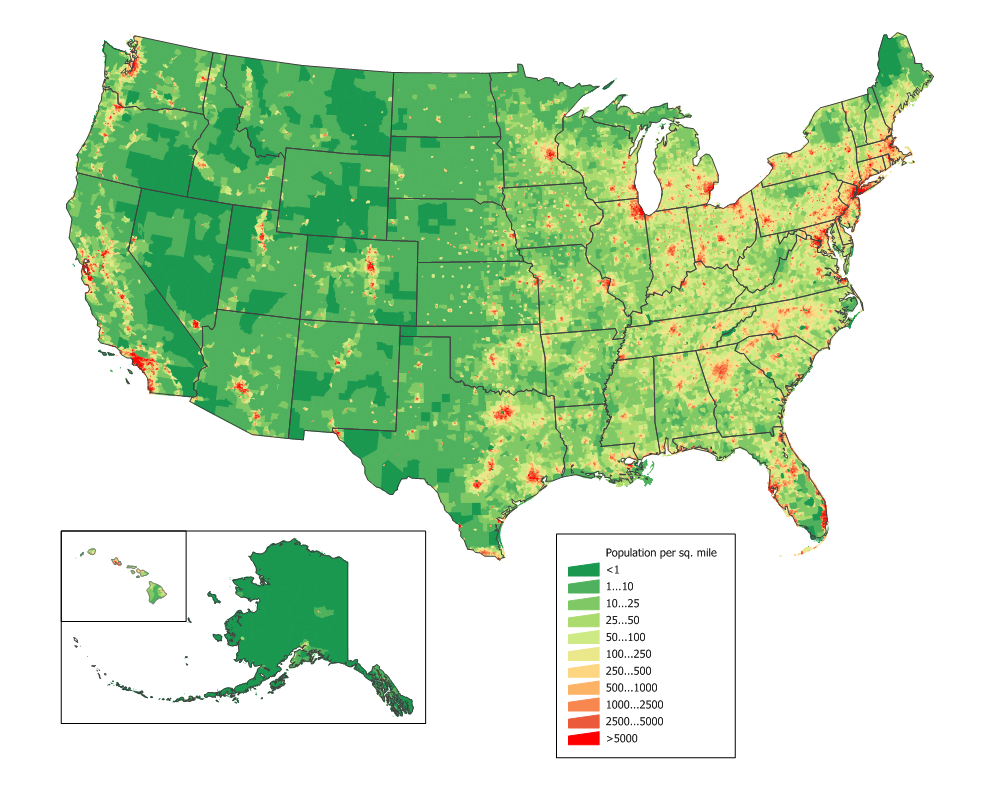
تراکم جمعیت در سال ۲۰۱۰

- نام انگلیسی رایج کشور: United States
- نام رسمی کشور: ایالات متحده آمریکا
- ریشه‌شناسی
- ایزو ۳۱۶۶-۱: US, USA, ۸۴۰
- ایزو ۳۱۶۶-۲: ببینید ISO 3166-2:US
- دامنه سطح‌بالای کد کشوری اینترنت: .us

## جغرافیای ایالات متحده

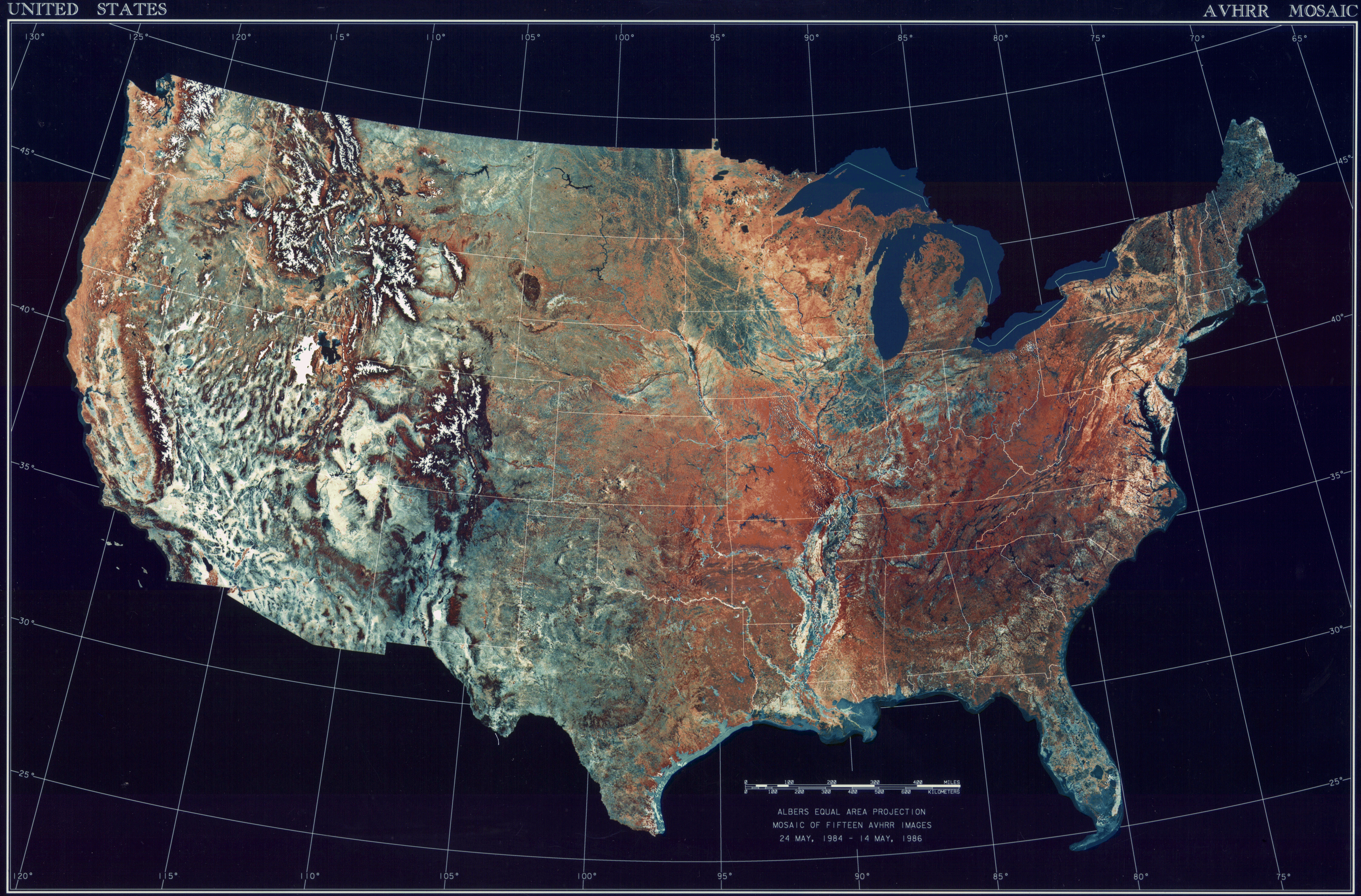
نقشه‌های توپوگرافیایالات متحده قاره

- در ایالات متحده است: یک megadiverse دولت-ملت
- موقعیت(ایالات آمریکا):
  - نیم‌کره شمالی و نیم‌کره غربی
    - قاره آمریکا
      - آمریکای شمالی
        - آمریکای شمالی

    - اقیانوسیه
      - پلی‌نزی

  - منطقه زمانی:
    - Atlantic Standard Time (یوتی‌سی ۴:۰۰-), Atlantic Daylight Time (یوتی‌سی ۳:۰۰-) (پورتوریکو)
    - Eastern Standard Time (یوتی‌سی ۵:۰۰-), منطقه زمانی شرقی (یوتی‌سی ۴:۰۰-)
    - منطقه زمانی مرکزی (یوتی‌سی ۶:۰۰-), منطقه زمانی مرکزی (یوتی‌سی ۵:۰۰-)
    - Mountain Standard Time (یوتی‌سی ۷:۰۰-), Mountain Daylight Time (یوتی‌سی ۶:۰۰-)
    - منطقه زمانی اقیانوس آرام (یوتی‌سی ۸:۰۰-), منطقه زمانی اقیانوس آرام (یوتی‌سی ۷:۰۰-)
    - Alaska Standard Time (یوتی‌سی ۹:۰۰-), Alaska Daylight Time (یوتی‌سی ۸:۰۰-)
    - Hawaii-Aleutian Standard Time (یوتی‌سی ۱۰:۰۰-), Hawaii-Aleutian Daylight Time (یوتی‌سی ۹:۰۰-)

  - Extreme points of the United States:
    - North: Point Barrow, آلاسکا ۷۱°۲۳′۱۵″ شمالی ۱۵۶°۲۸′۵۲″ غربی / ۷۱٫۳۸۷۵۰°شمالی ۱۵۶٫۴۸۱۱۱°غربی
    - South: Ka Lae, هاوایی (جزیره), Hawai'i (۱۸°۵۴′۳۹″ شمالی ۱۵۵°۴۰′۵۲″ غربی / ۱۸٫۹۱۰۸۳°شمالی ۱۵۵٫۶۸۱۱۱°غربی)
    - East: Sail Rock, just offshore West Quoddy Head, ایالت مین ۴۴°۴۸′۵۴″ شمالی ۶۶°۵۶′۵۲″ غربی / ۴۴٫۸۱۵۰۰°شمالی ۶۶٫۹۴۷۷۸°غربی
    - Physically East: Eastern Semisopochnoi Island, آلاسکا ۵۱°۵۷′۴۰″ شمالی ۱۷۹°۴۶′۲۹″ شرقی / ۵۱٫۹۶۱۱۱°شمالی ۱۷۹٫۷۷۴۷۲°شرقی
    - West: Peaked Island, offshore Cape Wrangell, Attu Island, آلاسکا ۵۲°۵۵′۰۰″ شمالی ۱۷۲°۲۶′۰۰″ شرقی / ۵۲٫۹۱۶۶۷°شمالی ۱۷۲٫۴۳۳۳۳°شرقی
    - Physically West: Western Amatignak Island, آلاسکا ۵۱°۱۶′۰۶″ شمالی ۱۷۹°۰۹′۰۰″ غربی / ۵۱٫۲۶۸۳۳°شمالی ۱۷۹٫۱۵۰۰۰°غربی
    - High: مک کینلی (مک کینلی), آلاسکا at ۶٬۱۹۴ متر (۲۰٬۳۲۲ فوت) ۶۳°۴′۱۰″ شمالی ۱۵۱°۰′۲۶″ غربی / ۶۳٫۰۶۹۴۴°شمالی ۱۵۱٫۰۰۷۲۲°غربی
    - Low: حوضه بدواتر، دث ولی، California at −۸۶ متر (−۲۸۲ فوت) ۳۶°۱۳′۵۸″ شمالی ۱۱۶°۴۶′۴۲″ غربی / ۳۶٫۲۳۲۷۸°شمالی ۱۱۶٫۷۷۸۳۳°غربی

  - مرزهای زمینی: ۱۲٬۰۳۴ کیلومتر

 کانادا ۸٬۸۹۳ کیلومتر
 مکزیک ۳٬۱۴۱ کیلومتر
- خط ساحلی: ۱۹٬۹۲۴ کیلومتر
- جغرافیای انسانی ایالات متحده آمریکا: ۳۰۸٬۷۴۵٬۵۳۸ (سرشماری سال ۲۰۱۰) – فهرست کشورها بر پایه جمعیت
- مساحت ایالات متحده: – فهرست کشورها و مناطق بر پایه پهناوری
- فهرست شهرهای ایالات متحده آمریکا بر پایه جمعیت

### محیط زیست ایالات متحده
- آب و هوای ایالات متحده آمریکا
  - تغییر آب و هوا در ایالات متحده
- مسائل زیست‌محیطی در ایالات متحده

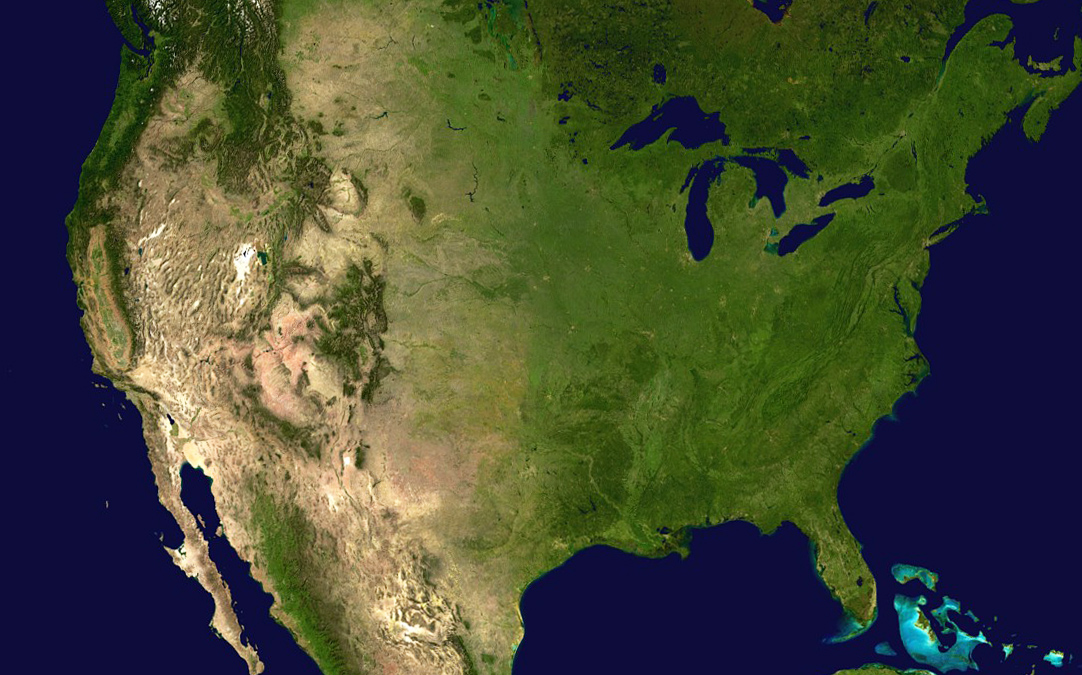

- انرژی‌های تجدید پذیر در ایالات متحده
  - انرژی زمین گرمایی در ایالات متحده
  - قدرت انرژی خورشیدی در ایالات متحده
  - انرژی بادی در ایالات متحده آمریکا
- زمین‌شناسی ایالات متحده آمریکا
- زلزله در ایالات متحده
- فهرست پارک‌های ملی آمریکا بر پایه ایالت
- مناطق حفاظت شدهایالات متحده آمریکا
- حیات وحش ایالات متحده
- فلورایالات متحده آمریکا
- فونایالات متحده
  -     - پرندگان ایالات متحده آمریکا
    - پستانداران ایالات متحده آمریکا

#### ویژگی‌های جغرافیایی ایالات متحده
- یخچالهای طبیعی ایالات متحده آمریکا
- جزایر ایالات متحده آمریکا
- دریاچهایالات متحده آمریکا
- قله کوهایالات متحده آمریکا
- ۱۰۴ بالاترین قله عمده ایالات متحده آمریکا
- ۱۲۹ برجسته‌ترین قله ایالات متحده آمریکا
- ۱۱۲ قله اصلی جدا شده ایالات متحده آمریکا
  - آلاسکا محدوده
  - رشته‌کوه آپالیشین
  - کسکیدز
  - رشته‌کوه اوزارک
  - سیرا نوادا
  - رشته‌کوه راکی
- آتشفشان ایالات متحده آمریکا
- رودخانه‌های ایالات متحده آمریکا
  - رودخانه کلمبیا
  - رودخانه کلرادو
  - رودخانه هادسون
  - رودخانه میسیسیپی
  - رودخانه میزوری
  - رودخانه پوتوماک
  - رودخانه ریوگرانده
- آبشارهای ایالات متحده
- دره‌های ایالات متحده
- فهرست میراث جهانی یونسکو در ایالات متحده

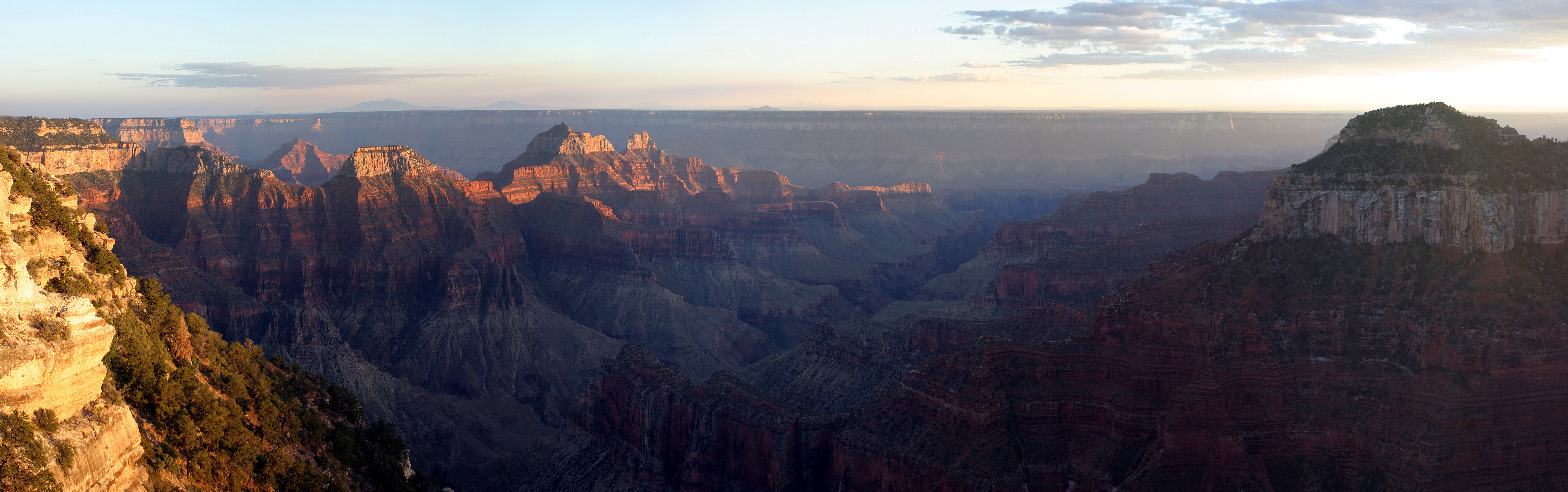
حاشیه شمالی گرند کنیون، یک میراث جهانی یونسکو

### مناطق ایالات متحده
- ساحل شرقی آمریکا
- ساحل غربی ایالات متحده
- مناطق کمربندی ایالات متحده
- ایالت‌های نیو انگلند آمریکا
- ایالت‌های ساحلی اقیانوس اطلس آمریکا
- ایالت‌های جنوبی آمریکا
- ایالت‌های غرب میانه آمریکا
- دشت‌های بزرگ
- ایالت‌های جنوب غربی آمریکا
- مجمع الجزایر هاوایی

### تقسیمات کشوری ایالات متحده

#### ایالات متحده
در اعلامیه استقلال، ایالات متحده از ۱۳ ایالت، سابق مستعمرات انگلیس تشکیل شده بود. در سالهای بعد، تعداد ایالات به دلیل گسترش به غرب، تسخیر و خرید اراضی توسط دولت آمریکا و تقسیم دولت‌های موجود به تعداد فعلی ۵۰ ایالات متحده به‌طور پیوسته رشد کرده‌است:

نقشه ایالات متحده با خطوط مرزی ایالتی. توجه داشته باشید که آلاسکا و هاوایی در مقیاسهای مختلف نشان داده شده‌اند، و جزایر الیوشن و سکونت جزایر شمال غربی هاوایی از این نقشه حذف نشده‌اند.

| - آلاباما (AL) - آلاسکا (AK) - آریزونا (AZ) - آرکانزاس (AR) - کالیفرنیا (CA) - کلرادو (CO) - کانکتیکات (CT) - دلاور (DE) - فلوریدا (FL) - گرجستان (GA). | - هاوایی (HI) - آیداهو (ID) - ایلینوی (IL) - ایندیانا (IN) - آیووا (IA) - کانزاس (KS) - کنتاکی (KY) - لوئیزیانا (LA) - مین (ME) - مریلند (MD) | - ماساچوست (MA) - میشیگان (MI) - مینه سوتا (MN) - می‌سی‌سی‌پی (MS) - میسوری (MO) - مونتانا (MT) - نبراسکا (NE) - نوادا (NV) - نیوهمپشایر (NH) - نیوجرسی (NJ) | - نیومکزیکو (NM) - نیویورک (NY) - کارولینای شمالی (NC) - داکوتای شمالی (ND) - اوهایو (OH) - اوکلاهما (OK) - اورگان (OR) - پنسیلوانیا (PA) - رود آیلند (RI) - نمای کلی ایالت کارولینای جنوبی، کارولینای جنوبی (SC) | - داکوتای جنوبی (SD) - تنسی (TN) - تگزاس (TX) - یوتا (UT) - ورمانت (VT) - ویرجینیا (VA) - واشینگتن (WA) - غرب ویرجینیا (WV) - ویسکانسین (WI) - وایومینگ (WY) |

#### سرزمین ایالات متحده

مناطق جداایالات متحده آمریکا:

- ایالات متحده خاک
  - تکامل ارضی ایالات متحده آمریکا

##### سرزمین‌های درهم و برهم گنجانیده شده
- جزیره مرجانی پالمیرا

##### مناطق سازماندهی شده
- پورتوریکو
- جزایر ماریانای شمالی
- گوآم
- جزایر ویرجین ایالات متحده

##### سرزمین‌های جدا
- ساموآی آمریکا، فنی درهم و برهم، اما خود مختار تحت یک قانون اساسی که آخرین بار در سال ۱۹۶۷ تجدید نظر
- جزیره بیکر، خالی از سکنه
- جزیره هاولند، خالی از سکنه
- جزیره جارویس، خالی از سکنه
- جزیره جانستون، خالی از سکنه
- آب‌سنگ کینگمن، خالی از سکنه
- باجو نوو بنک، خالی از سکنه (اختلاف با کلمبیا)
- جزیره صخره سرانیلا، خالی از سکنه (اختلاف با کلمبیا)
- جزیره مرجانی میدوی، هیچ ساکنان بومی، در حال حاضر در ملی پناهگاه حیات وحش جزیره مرجانی میدوی
- جزیره ناواسا، خالی از سکنه (ادعا شده توسط هائیتی)
- جزیره ویک[۲] (ادعا شده توسط جزایر مارشال)

### جمعیت‌شناسی ایالات متحده
نوشتار اصلی: جغرافیای انسانی ایالات متحده آمریکا

#### جمعیت ایالات و مناطق
AK - AL - AR - AZ - CA - کلرادو - کنتیکت - DC - دلاویر - FL - GA - هاوائی - آیووا - آیداهو - ایلی‌نوی - ایندیانا - کانزاس - KY - LA - MA - مریلند - ایالت مین - میشیگان - MN - میزوری - ایالت میسیسیپی - ایالت مونتانا - NC - داکوتای شمالی - نبراسکا - نیوهمپشایر - نیومکزیکو - نوادا - نیوجرسی - NY - اوهایو - OK - اورگن - پنسیلوانیا - رود آیلند - SC - SD - تنسی - TX - UT - VA - ورمانت - ایالت واشینگتن - ویسکانسین - ویرجینیای غربی - وایومینگ
AS - GU - MP - PR - VI

## دولت و سیاست در ایالات متحده
نوشتار اصلی: نظام فدرالی ایالات متحده آمریکا و سیاست در ایالات متحده
- دولت: نظام ریاستی، جمهوری فدرال
- پایتخت (سیاسی) ایالات متحده: واشینگتن، دی. سی.
  - فهرست پایتخت‌ها در ایالات متحده آمریکا
- پرچم ایالات متحده آمریکا
- فهرست احزاب سیاسی در ایالات متحده آمریکا
- نظام انتخاباتی در ایالات متحده آمریکا
- حق رای در ایالات متحده
- فهرست احزاب سیاسی در ایالات متحده آمریکا
  - حزب دموکرات ایالات متحده آمریکا
    - تاریخچه حزب دموکرات ایالات متحده

  - حزب جمهوری‌خواه ایالات متحده آمریکا
    - تاریخچه حزب جمهوری‌خواه ایالات متحده

  - حزب سبز (آمریکا)
  - حزب آزادیخواه
  - حزب اصلاح
  - حزب قانون اساسی
  - حزب سوسیالیست ایالات متحده آمریکا
- تقسیمات سیاسی ایالات متحده آمریکا
- مقایسه سیاست در کانادا و آمریکا
- سیاست‌های بین‌المللی ایالات متحده آمریکا
- سیاست‌های جنوبی ایالات متحده

### دولت فدرال
- قانون اساسی ایالات متحده آمریکا

#### قوه مقننه
- کنگره ایالات متحده آمریکا
  - سنای ایالات متحده آمریکا

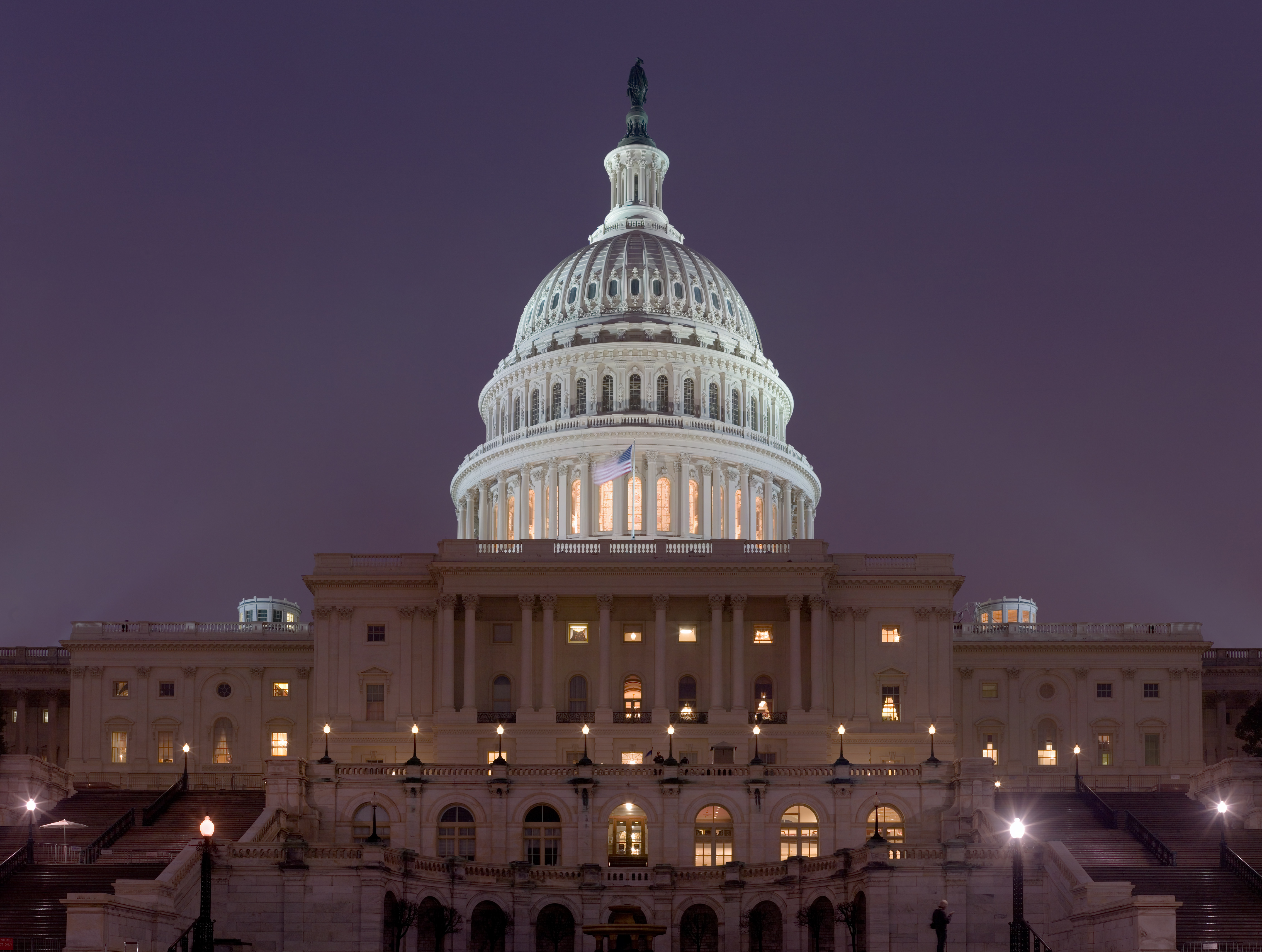
ساختمان کنگره ایالات متحده آمریکا

    - رئیس جمهور موقت مجلس سنای ایالات متحده

  - مجلس نمایندگان ایالات متحده آمریکا
    - رئیس مجلس نمایندگان ایالات متحده آمریکا

#### شاخه اجرایی

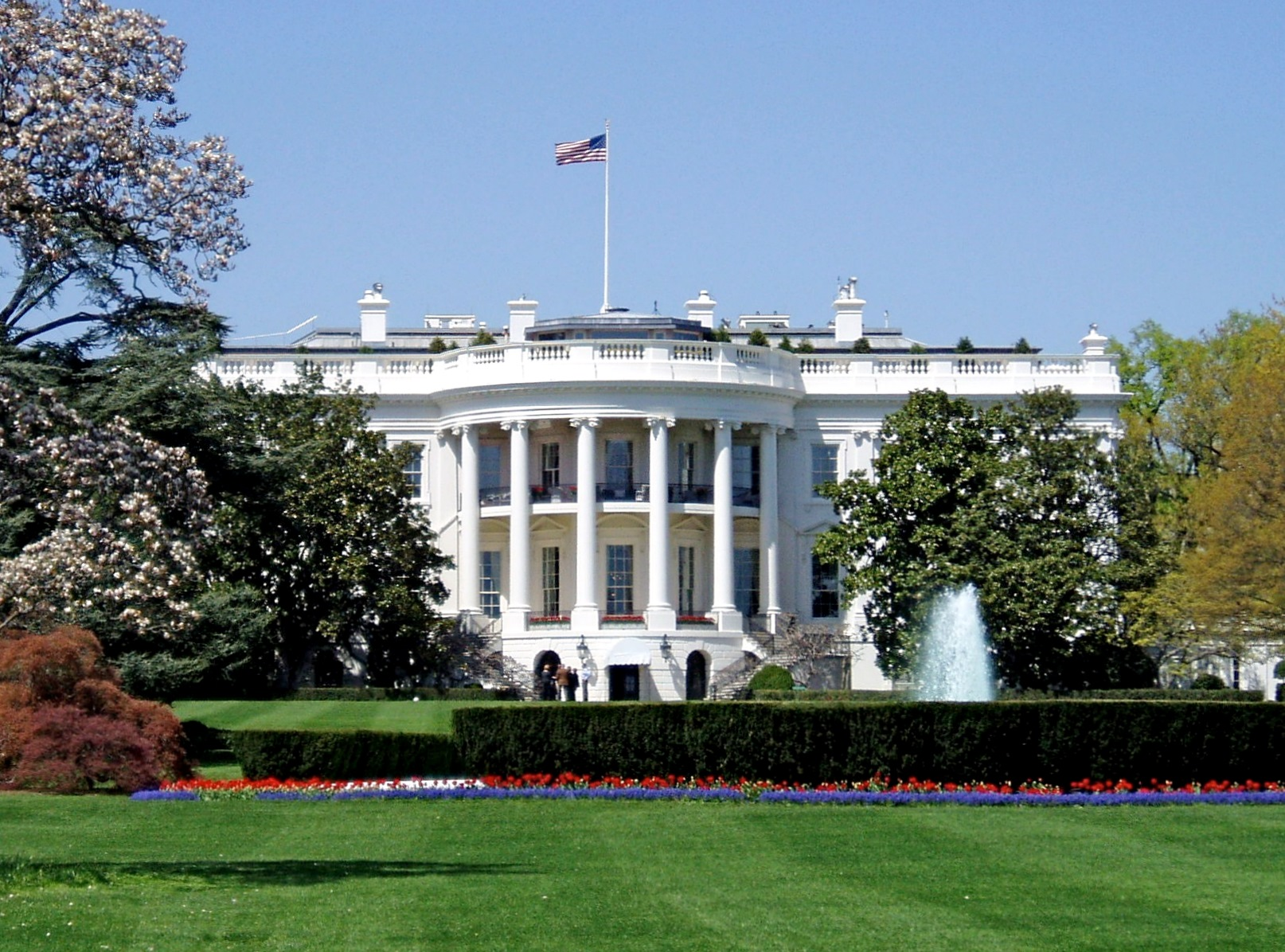
کاخ سفید

- رئیس دولت و رئیس دولت: رئیس‌جمهور ایالات متحده، باراک اوباما(۴۴ام)
  - معاون رئیس‌جمهور ایالات متحده آمریکا، جو بایدن(47th)

##### ادارات اجرایی فدرال
همه وزارتخانه‌ها بر اساس نام امروزی و تنها بخش با وضعیت گذشته یا در حال حاضر در سطح کابینه ذکر شده‌است.
| بخش                                             | ایجاد                            | ترتیب جانشینی                    | تغییرات د                             | بودجه ۲۰۰۷ به میلیارد دلار | کارکنان(۲۰۰۷) |
| ----------------------------------------------- | -------------------------------- | -------------------------------- | ------------------------------------- | -------------------------- | ------------- |
| وزارت امور خارجه ایالات متحده آمریکا            | 1789                             | 1                                | در ابتدا به نام "وزارت امور خارجه"    | 9.96                       | 30,266        |
| وزارت خزانه‌داری ایالات متحده آمریکا             | 1789                             | 2                                |                                       | 11.10                      | 115,897       |
| وزارت دفاع ایالات متحده آمریکا                  | 1947                             | 3                                | در ابتدا به نام "استقرار ملی نظامی"   | 439.30                     | 3,000,000     |
| وزارت دادگستری ایالات متحده آمریکا              | 1870                             | 4                                | ایجاد شده در سال ۱۷۸۹                 | 23.40                      | 112,557       |
| وزارت کشور ایالات متحده آمریکا                  | 1849                             | 5                                |                                       | 10.70                      | 71,436        |
| وزارت کشاورزی ایالات متحده آمریکا               | 1889                             | 6                                |                                       | 77.60                      | 109,832       |
| وزارت بازرگانی ایالات متحده آمریکا              | 1903                             | 7                                | نام اصلی کار و بازرگانی               | 6.20                       | 36,000        |
| وزارت کار ایالات متحده آمریکا                   | 1913                             | 8                                |                                       | 59.70                      | 17,347        |
| وزارت بهداشت و خدمات انسانی ایالات متحده آمریکا | 1953                             | 9                                | نام اصلی بهداشت، آموزش و رفاه اجتماعی | 543.20                     | 67,000        |
| وزارت مسکن و توسعه شهری ایالات متحده آمریکا     | 1965                             | 10                               |                                       | 46.20                      | 10,600        |
| وزارت ترابری ایالات متحده آمریکا                | 1966                             | 11                               |                                       | 58.00                      | 58,622        |
| وزارت انرژی ایالات متحده آمریکا                 | 1977                             | 12                               |                                       | 21.50                      | 116,100       |
| وزارت آموزش ایالات متحده آمریکا                 | 1979                             | 13                               |                                       | 62.80                      | 4,487         |
| وزارت امور سربازان بازنشسته ایالات متحده آمریکا | 1989                             | 14                               |                                       | 73.20                      | 235,000       |
| وزارت امنیت داخلی ایالات متحده آمریکا           | 2002                             | 15                               |                                       | 44.60                      | 208,000       |
| Total budget (fiscal year 2007):                | Total budget (fiscal year 2007): | Total budget (fiscal year 2007): |                                       | 1,523.42                   | 4,193,144     |

### شاخه قضا
- دادگاه فدرالایالات متحده
  - دیوان عالی کشور ایالات متحده آمریکا
    - قاضی ارشد ایالات متحده آمریکا

  - دادگاه‌های استیناف در ایالات متحده آمریکا
  - دادگاه‌های ناحیه در ایالات متحده آمریکا

### دولت‌های ایالتی و قلمرو
AK - AL - AR - AZ - CA - CO - CT - دی سی DC - DE - FL - GA - HI - IA - ID - IL - IN - KS - KY - LA - کارشناسی ارشد - MD - ME - MI - MN - MO - MS - MT - NC - ND - NE - NH - NM - NV - NJ - NY - OH - OK - اورگان - PA - RI - SC - SD - TN - TX - UT - VA - VT - WA - WI - WV - WY
ع - GU - MP - PR - VI

### سیاست ایالات و مناطق
AK - آلاباما - AR - آریزونا - CA - CO - کنتیکت - سیاست در واشینگتن، دی سی DC - DE - FL - GA - HI - آیووا - آیداهو - IL - IN - کانزاس - کنتاکی - LA - کارشناسی ارشد - مریلند - ایالت مین - میشیگان - MN - MO - MS - ایالت مونتانا - NC - ND - نبراسکا - NH - نیومکزیکو - نوادا - NJ - نیویورک - OH - OK - سیاست در اورگان - PA - RI - SC - داکوتای جنوبی - تنسی - TX - یوتا - VA - VT - ایالت واشینگتن - ویسکانسین - WV - وایومینگ
ع - GU - MP - PR - VI

### روابط خارجی
- سیاست در خارجی ایالات متحده آمریکا

#### عضویت در سازمان‌های بین‌المللی
- گروه ۲۰
- دولت‌های عضو سازمان پیمان آتلانتیک شمالی
- دولت‌های عضو سازمان کشورهای آمریکایی
- فهرست کشورهای عضو سازمان ملل متحد

### ارتش
- نیروی زمینی ایالات متحده آمریکا
  - ارتش رزرو ایالات متحده

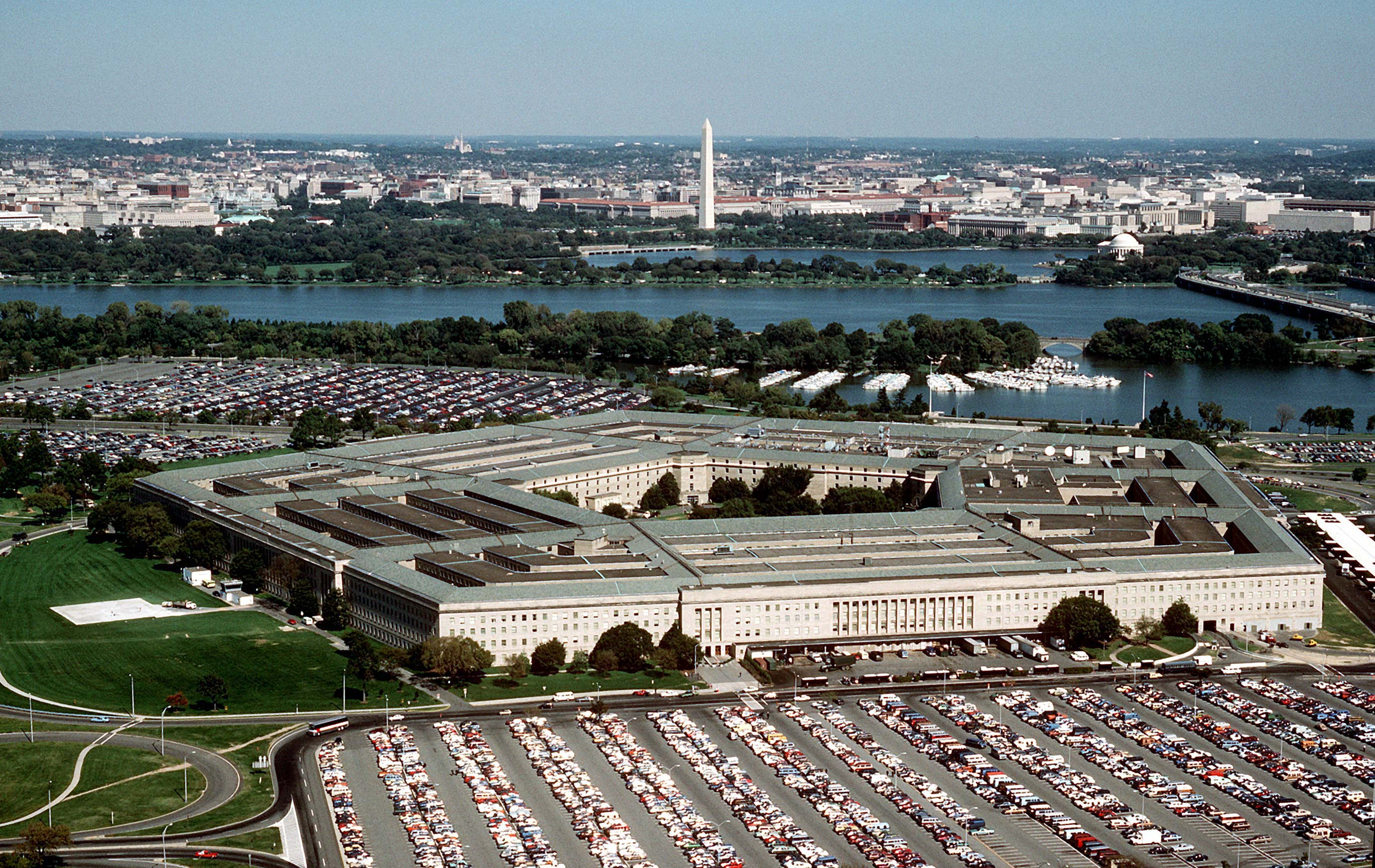
پنتاگون

- ارتش تفنگداران دریایی ایالات متحده آمریکا
- نیروی دریایی ایالات متحده آمریکا
  - یگان ویژه نیروی دریایی ایالات متحده آمریکا
- نیروی هوایی ایالات متحده آمریکا
- نگهبان ساحلی ایالات متحده آمریکا
- گارد ملی ایالات متحده آمریکا
  - گارد ملی ارتش آمریکا
  - گارد ملی هوایی
  - شبه نظامیان نیروی دریایی
  - دفاع نیروهای امور خارجه
- خدمات یونیفورم ایالات متحده آمریکا

### سازمان‌های اطلاعاتی
- سازمان اطلاعات مرکزی

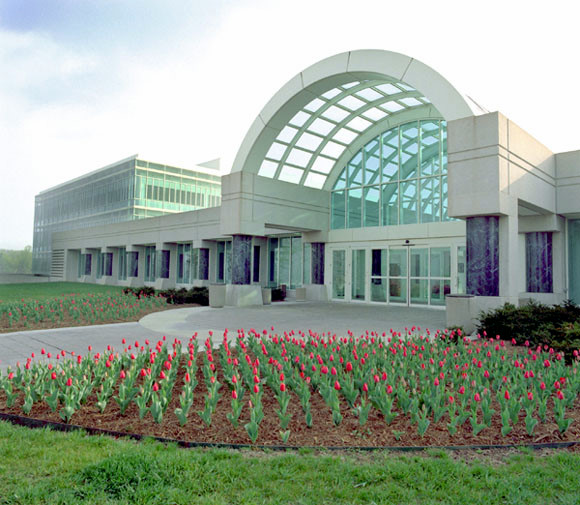
ساختمان سیا

- آژانس اطلاعات نظارت و شناسایی نیروی هوایی
- اطلاعات نظامی ارتش ایالات متحده
- آژانس اطلاعات دفاعی ایالات متحده آمریکا
- اطلاعات ارتش تفنگداران دریایی
- آژانس اطلاعات مکانی ملی
- دفتر شناسایی ملی
- آژانس امنیت ملی ایالات متحده آمریکا
- دفتر اطلاعات نیروی دریایی
- اطلاعات گارد ساحلی
- اف‌بی‌آی
- مدیریت اجرای مواد مخدر
- دفتر اطلاعات و تحقیقات
- دفتر اطلاعات و تجزیه و تحلیل
- دفتر تروریسم و اطلاعات مالی
- دفتر اطلاعات و ضداطلاعات

## قانون ایالات متحده
نوشتار اصلی: حقوق ایالات متحده آمریکا
- فرزند خواندگی در آمریکا
- قوانین سن نامزدی در آمریکا
- داوری در آمریکا
- خودکشی در آمریکا
- وکیل
- ورشکستگی در آمریکا
- قانون دوچرخه در آمریکا
- حق طبیعی شهروندی در آمریکا
- قانون توهین به مقدسات در آمریکا
- قوانین آبی در آمریکا
- اصلاح امور مالی کمپین بین‌المللی حقوق بشر در آمریکا
  - تیم کریکت کانادا در ایالات متحده در سال ۱۸۴۴
- مجازات اعدام در آمریکا
  - بحث مجازات اعدام در آمریکا
- سرزنش در آمریکا
- سرشماری در آمریکا
- سانسور در آمریکا
  - سانسور کتاب در آمریکا
  - سانسور رادیو و تلویزیون در آمریکا
- قوانین مربوط به کودکان
  - قوانین حضانت کودک در آمریکا
  - قوانین کار کودکان در آمریکا
  - قوانین پورنوگرافی کودکان در آمریکا
  - قوانین سکس کودکان در آمریکا
  - حمایت کودکان در آمریکا
- قانون اساسی ایالات متحده آمریکا
  - منشور حقوق ایالات متحده آمریکا
  - جدایی کلیسا و دولت در آمریکا
  - تفکیک قوا در ایالات متحده آمریکا
- قانون حق تکثیر آمریکا
  - مالکیت عمومی در آمریکا
- جرم در آمریکا
  - چند همسری در آمریکا
  - تجاوز به عنف در آمریکا
  - سرقت ادبی علمی در آمریکا
- حقوق بشر در آمریکا
  - سقط جنین در ایالات متحده آمریکا
  - آزادی‌های مدنی در آمریکا
- آزادی انجمن در آمریکا
  - آزادی اطلاعات در آمریکا
  - آزادی جنبش تحت قانون ایالات متحده
  - آزادی مذهب در آمریکا
  - آزادی بیان در آمریکا
  - آزادی مطبوعات در آمریکا
  - قمار در آمریکا
  - حقوق همجنسگرایان در آمریکا
- ازدواج و اتحاد در ایالات متحده
  -     - اتحادیه مدنی در آمریکا
      - اتحادیه همجنسگرایان در آمریکا

    - مشارکت داخلی در آمریکا
    - ازدواج در آمریکا
      - قانون عرفی ازدواج در آمریکا
      - طلاق در آمریکا
      - ازدواج همجنس‌گرایان در آمریکا

  - روسپی‌گری در ایالات متحده آمریکا
  - حق نگهداری و حمل سلاح
    - قانون حمل اسلحه در ایالات متحده آمریکا
      - قوانین اسلحه در ایالات متحده
      - قوانین اسلحه در ایالات متحده آمریکا

  - حق دادخواهی در آمریکا
  - حقوق و مسئولیت‌های ازدواج در آمریکا
  - سیگار کشیدن در آمریکا
    - ممنوعیت سیگار کشیدن در آمریکا
- اجرای قانون در آمریکا
- فرمان محلی
- اجاره کنترل در آمریکا
- قانون ضد قلدری در آمریکا
- تجزیه طلبی در ایالات متحده
- مقررات اوراق بهادار در آمریکا
- محدودیت سرعت در آمریکا
  - ریلی محدودیت سرعت در آمریکا * قانون خارجه
- مالیات در آمریکا
  - مالیات بر سود سرمایه در آمریکا
  - مالیات سیگار در آمریکا
  - قانون درآمد داخلی
  - مالیات بر املاک در آمریکا
- منطقه بندی در آمریکا

## تاریخچه ایالات متحده
- تکامل ارضی ایالات متحده
- جمع‌آوری ارضی
- تاریخ دیپلماتیک

اعلامیه استقلال ایالات متحده آمریکا اثر جان ترامبول

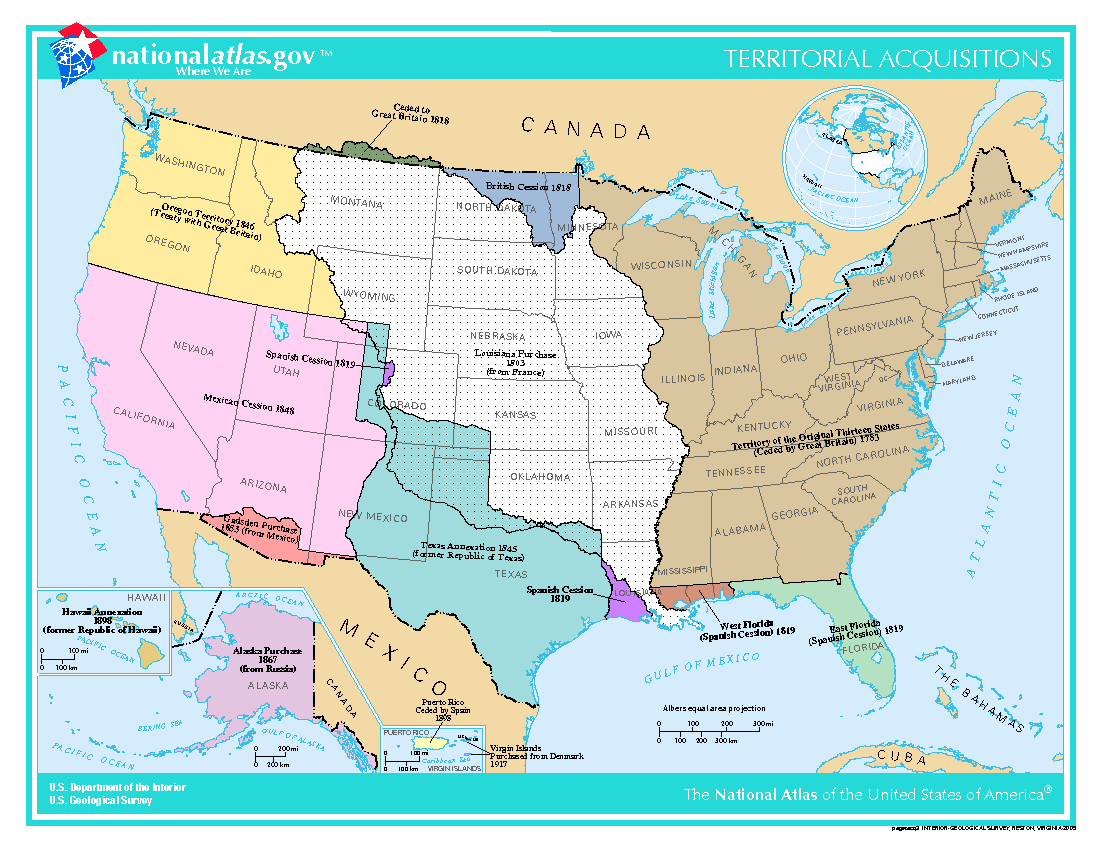
نقشه تکامل ارضی ایالات متحده

- عملیات‌های عمده برونمرزی ارتش آمریکا
- تاریخچه صنعتی
- تاریخ اقتصادی
- تاریخ فرهنگی
- تاریخچه جنوبی
- حقوق مدنی (۱۸۹۶–۱۹۵۴)
- جنبش حقوق مدنی آمریکا
- تاریخ زنان در ایالات متحده آمریکا

### دوره
- دوران پیشاکلمبی
- دوران استعمار
- ۱۷۷۶ تا ۱۷۸۹
- ۱۷۸۹ تا ۱۸۴۹
- ۱۸۴۹ تا ۱۸۶۵
- ۱۸۶۵ تا ۱۹۱۸
- ۱۹۱۸ تا ۱۹۴۵
- ۱۹۴۵ تا ۱۹۶۴
- ۱۹۶۴ تا ۱۹۸۰
- ۱۹۸۰ تا ۱۹۹۱
- ۱۹۹۱ تا کنون

#### تاریخچه ایالت‌ها و مناطق
AK - AL - AR - AZ - CA - CO - CT - دی سی DC - DE - FL - HI - IA - ID - IL - IN - KS - KY - LA - ماساچوست - MD - ME - MI - MN - MO - MS - MT - NC - ND - NE - NH - NM - NV - NJ - نیویورک - OH - OK - OR - PA - RI - SC - SD - TN - TX - UT - VA - VT - WA - WI - WV - WY
ساموآ - GU - MP - PR - VI

### رئیس‌جمهورهای ایالات متحده آمریکا
- جورج واشینگتن: ۱۷۸۹–۱۷۹۷
- جان آدامز: ۱۷۹۷–۱۸۰۱
- توماس جفرسون: ۱۸۰۱–۱۸۰۹
- جیمز مدیسون: ۱۸۰۹–۱۸۱۷
- جیمز مونرو: ۱۸۱۷–۱۸۲۵
- جان کوئینسی آدامز: ۱۸۲۵–۱۸۲۹
- اندرو جکسون: ۱۸۲۹–۱۸۳۷
- مارتین ون بورن: ۱۸۳۷–۱۸۴۱
- ویلیام هنری هریسون: ۱۸۴۱
- جان تایلر: ۱۸۴۱–۱۸۴۵
- جیمز ناکس پولک: ۱۸۴۵–۱۸۴۹
- زکریا تیلور: ۱۸۴۹–۱۸۵۰
- میلارد فیلمور: ۱۸۵۰–۱۸۵۳
- فرانکلین پیرس: ۱۸۵۳–۱۸۵۷
- جیمز بیوکنن: ۱۸۵۷–۱۸۶۱
- آبراهام لینکلن: ۱۸۶۱–۱۸۶۵
- اندرو جانسون: ۱۸۶۵–۱۸۶۹
- یولیسیز سایمن گرانت: ۱۸۶۹–۱۸۷۷
- رادرفورد بیرچارد هیز: ۱۸۷۷–۱۸۸۱
- جیمز آبرام گارفیلد: ۱۸۸۱
- چستر آلن آرتور: ۱۸۸۱–۱۸۸۵
- استیفن گراور کلیولند: ۱۸۸۵–۱۸۸۹
- بنیامین هریسون: ۱۸۸۹–۱۸۹۳
- استیفن گراور کلیولند: ۱۸۹۳–۱۸۹۷
- ویلیام مک‌کینلی: ۱۸۹۷–۱۹۰۱
- تئودور روزولت: ۱۹۰۱–۱۹۰۹
- ویلیام هووارد تافت: ۱۹۰۹–۱۹۱۳
- توماس وودرو ویلسون: ۱۹۱۳–۱۹۲۱
- وارن جی. هاردینگ: ۱۹۲۱–۱۹۲۳
- جان کالوین کولیج: ۱۹۲۳–۱۹۲۹
- هربرت هوور: ۱۹۲۹–۱۹۳۳
- فرانکلین دلانو روزولت: ۱۹۳۳–۱۹۴۵
- هری ترومن: ۱۹۴۵–۱۹۵۳
- دوایت آیزنهاور: ۱۹۵۳–۱۹۶۱
- جان اف. کندی: ۱۹۶۱–۱۹۶۳
- لیندون بینز جانسون: ۱۹۶۳–۱۹۶۹
- ریچارد نیکسون: ۱۹۶۹–۱۹۷۴
- جرالد فورد: ۱۹۷۴–۱۹۷۷
- جیمی کارتر: ۱۹۷۷–۱۹۸۱
- رونالد ریگان: ۱۹۸۱–۱۹۸۹
- جورج هربرت واکر بوش: ۱۹۸۹–۱۹۹۳
- بیل کلینتون: ۱۹۹۳–۲۰۰۱
- جورج دبلیو بوش: ۲۰۰۱–۲۰۰۹
- باراک اوباما: ۲۰۰۹–۲۰۱۷
- دونالد ترامپ: ۲۰۱۷-تاکنون

## فرهنگ ایالات متحده
نوشتار اصلی: فرهنگ و هنر آمریکا
- طنز آمریکایی
- ساختار خانواده آمریکایی
- زبان ایالات متحده
- نمادهای ملی ایالات متحده
- دین در ایالات متحده آمریکا
- جامعه در ایالات متحده
- فهرست میراث جهانی یونسکو در آمریکا

### غذاهای آمریکایی
- غذاهای کاخون
- غذاهای کریول لوئیزیانا
- غذاهای غرب میانه
- غذاهای بومی آمریکا
- غذاهای جنوبی
- غذاهای جنوب غربی
- غذاهای مکزیکی

#### غذاهای ایالات و مناطق
AK - AL - AR - AZ - CA - CO - CT - DC - DE - FL - GA - HI - IA - ID - IL - IN - KS - KY - LA - MA - MD - ME - MI - MN - MO - MS - MT - NC - ND - NE - NH - NM - NV - NJ - NY - OH - OK - OR - پنسیلوانیا - RI - SC - SD - TN - TX - UT - VA - VT - WA - WI - WV - WY
AS - GU - MP - PR - VI

### هنر در ایالات متحده
- ادبیات در آمریکا
- موسیقی در ایالات متحده
- تئاتر در ایالات متحده
- سینمای آمریکا
- تلویزیون در ایالات متحده
- هنرهای تجسمی در ایالات متحده

#### موسیقی در ایالات متحده

##### ژانرها
- موسیقی بلوز
- موسیقی گاسپل
- جاز
- موسیقی کانتری
- ریتم اند بلوز
- موسیقی سول
- موسیقی راک
- موسیقی هوی متال
- پانک راک
- هیپ هاپ
- موسیقی بلوگرس
- موسیقی محلی

### ورزش در ایالات متحده
نوشتار اصلی: ورزش در آمریکا
- فوتبال در ایالات متحده
- بیس بال در ایالات متحده
- لیگ کوچک بیس بال
- فوتبال در ایالات متحده آمریکا
- لیگ هاکی آمریکا (AHL)
- انجمن فوتبال داخل سالن آمریکا (AIFA)
- لیگ فوتبال آرنا (AFL)
- لیگ فوتبال داخل سالن قاره (CIFL)
- لیگ برتر بیسبال آمریکا (MLB)
- لیگ لاکروس (MLL)
- لیگ برتر فوتبال آمریکا (MLS)
- اتحادیه ملی بسکتبال (NBA)
- لیگ ملی فوتبال (آمریکا) (NFL)
- لیگ ملی هاکی (NHL)
- انجمن کریکت ایالات متحده (USACA)
- لیگ ملی لاکروس (NLL)
- انجمن تنیس ایالات متحده آمریکا (USTA)
- فوتبال داخل سالن (UIF)
- لیگ برتر فوتبال ایالات متحده آمریکا (USAFL)
- اتحادیه ملی بسکتبال زنان (WNBA)
- انجمن حرفه‌ای هاکی (PIHA)
- سوپر لیگ راگبی (RSL)
- لیگ راگبی ملی آمریکا (AMNRL)

#### ورزش بر پایه ایالت
AK - AL - AR - آریزونا - CA - CO - کنتیکت - DC - دلاویر - فلوریدا - GA - HI - آیووا - آیداهو - ایلی‌نوی - ایندیانا - کانزاس - KY - LA - MA - MD - ایالت مین - MI - MN - میزوری - ایالت میسیسیپی - ایالت مونتانا - NC - ND - NE - نیوهمپشایر - نیومکزیکو - نوادا - NJ - NY - اوهایو - اکلاهما - اورگن - PA - رود آیلند - SC - داکوتای جنوبی - تنسی - TX - یوتا - ویرجینیا - ورمانت - ایالت واشینگتن - WI - ویرجینیای غربی - وایومینگ
AS - GU - MP - PR - VI

## آموزش و پرورش در ایالات متحده
نوشتار اصلی: آموزش در ایالات متحده آمریکا

### آموزش و پرورش در ایالات
AK - AL - AR - AZ - CA - CO - CT - DC - DE - FL - GA - HI - IA - ID - IL - IN - KS - KY - LA - MA - MD - ME - MI - MN - MO - MS - MT - NC - ND - NE - NH - NM - NV - NJ - NY - OH - OK - OR - PA - RI - SC - SD - TN - TX - UT - VA - VT - WA - WI - WV - WY
AS - GU - MP - PR - VI

## اقتصاد در ایالات متحده آمریکا
نوشتار اصلی: اقتصاد ایالات متحده آمریکا
|                                                                      |
| فهرست کشورها بر پایه تولید ناخالص داخلی (صندوق بین‌المللی پول، ۲۰۱۰). |

- فهرست کشورها بر پایه تولید ناخالص داخلی: 1st
- فهرست کشورها بر پایه تولید ناخالص داخلی (برابری قدرت خرید): 1st
- یکای پول: US$
  - ایزو ۴۲۱۷: USD
- قرارداد تجارت آزاد آمریکای شمالی
- سازمان تجارت جهانی
- سازمان همکاری اقتصادی و توسعه
- فدرال رزرو
- بدهی‌های عمومی ایالات متحده
- ثروت در ایالات متحده
- درآمد خانوار در ایالات متحده
- درآمد شخصی در ایالات متحده
- فقر در ایالات متحده
- نابرابری درآمد در ایالات متحده
- رؤیای آمریکایی
- تراز پرداخت‌ها
- اقتصاد پورتوریکو
- سیاست تجارت ایالات متحده
- فهرست شرکتهای آمریکایی
- بدهی ملی توسط ریاست جمهوری ایالات متحده
- تاریخ اقتصادی ایالات متحده
- فهرست گروه‌های تجاری صنعت در ایالات متحده
- گردشگری در ایالات متحده

### اقتصاد ایالات
اقتصاد آلاسکا - آلاباما - AR - آریزونا - CA - CO - کنتیکت - واشینگتن، دی. سی. - دلاویر - فلوریدا - جورجیا - هاوائی - آیووا - آیداهو - IL - IN - کانزاس - کنتاکی - لوئیزیانا - ماساچوست - مریلند - ایالت مین - میشیگان - MN - میزوری - ایالت میسیسیپی - ایالت مونتانا - NC - داکوتای شمالی - نبراسکا - نیوهمپشایر - NM - نوادا - نیوجرسی - NY - OH - اکلاهما - OR - پنسیلوانیا - رود آیلند - کارولینای جنوبی - داکوتای جنوبی - تنسی - اقتصاد تگزاس - UT - VA - ورمانت - ایالت واشینگتن - ویسکانسین - WV - وایومینگ
AS - GU - MP - PR - VI

## زیرساخت‌های ایالات متحده
- ارتباطات در ایالات متحده
- اینترنت در ایالات متحده
- انرژی در ایالات متحده
- مراقبت‌های بهداشتی در ایالات متحده
- حمل و نقل در ایالات متحده
- فرودگاه در ایالات متحده
  - سیستم بزرگراه در ایالات متحده
  - حمل و نقل ریلی در ایالات متحده
- عرضه آب و فاضلاب در ایالات متحده